# Ann Naddodsdóttir
Ann Naddodsdóttir (* um 850? auf den Färöern?; † Anfang 10. Jahrhundert auf Bressay, Shetlandinseln/Großbritannien) war vermutlich die Tochter des färöischen Wikingers Naddoddur, der als Entdecker Islands gilt.
1864 wurde auf dem Friedhof der St. Mary’s Church auf Bressay ein Grabstein gefunden, der aus dem frühen 10. Jahrhundert stammt, und der mit christlichen Kreuzen und Ornamenten versehen ist, die nordischen Ursprungs sind.
1996 bestätigte Kathrine Stuart Forsyth von der Harvard University die Entzifferung:
Auf der Vorderseite heißt es:
```
CRROSCC :  NAHHTVVDDAddS  :  DATTRR  :  aNN
```

und auf der Rückseite
```
BEN(n)iSESMEQQDDRoANN
```

Nach Ansicht von Forsyth (und andern Forschern zuvor) wird das wie folgt ins Altnordische übersetzt:
```
HER :  KROSSUR :  NADDODDSDÓTTIR :  ANN
```

Rückseite:
```
(AV) BEINIR SONUR DRÓIN
```

Forsyth meint, dass diese Ann Naddodsdóttir die Tochter von Naddoddur, dem färöischen Wikinger, war. Ihr Sohn Beinir Dróinsson (MacDroan), der den Stein errichtete, soll der sagenhafte Beinir aus der Färingersaga sein, der Bruder von Brestir. Wenn Brestir und Beinir tatsächlich die Söhne von Naddoddurs Tochter Ann waren, dann waren sie also bereits (keltische) Christen. Dann war aber auch schon Brestirs Sohn Sigmundur Brestisson von Geburt an Christ.